# Shane O'Meara
Shane O'Meara es un actor irlandés, más conocido por interpretar a Conor Mulgrew en la serie Waterloo Road.

## Biografía
Tien tres hermanos Ryan, Allen y Sionainn O'Meara. 

## Carrera
En 2012 se unió al elenco principal de la octava temporada de la serie Waterloo Road, donde interpreta al estudiante Conor Mulgrew hasta ahora.

## Filmografía
Series de televisión
| Año         | Título        | Personaje     | Notas        |
| ----------- | ------------- | ------------- | ------------ |
| 2012 - 2014 | Waterloo Road | Conor Mulgrew | 45 episodios |

Películas
| Año  | Título          | Personaje        | Notas                                                                                   |
| ---- | --------------- | ---------------- | --------------------------------------------------------------------------------------- |
| 2012 | Weaverfish      | Reece Buckmaster | junto a Lucy-Jane Quinlan, Jessie Morell, John Doughty, Ripeka Templeton & Duncan Casey |
| 2011 | What Goes Round | Joven George     | corto - junto a J. Scott Murray, Nicky Stewart, Alexis McIvor & Heather Judge           |